# 武魂絵巻
『武魂絵巻』（ぶこんえまき）は、南條範夫による日本の時代小説。
1960年5月15日から1961年5月18日まで新聞三社連合（北海道新聞、中部日本新聞、西日本新聞）の新聞紙上に連載された。連載の挿絵は中尾進が描いている。

## あらすじ
寛永6年。真田伊豆守信幸が治める信州松代城に五位鷺志津馬と名乗る凄腕の美剣士が現れた。信幸に面会した志津馬は自分が信幸の弟・真田幸村の遺児であると告げ、徳川幕府への批判を口し、徳川幕府への復讐と天下大乱を望む旨を告げた。しかし、信幸は幕府への反乱にはまったく乗る気が見えなかった。落胆した志津馬は、第3代征夷大将軍徳川家光の実弟である駿府の徳川大納言忠長に接近し、忠長を倒幕の旗頭に担ぎ出そうとする。

## 主な登場人物
五位鷺 志津馬（ごいさぎ しづま）

車 大膳（くるま たいぜん）
総髪で顔色が悪く顎が尖っている浪人。父は福島正則の臣下だった。
剣の腕は立つが、人を「蛆虫」呼ばわりする口癖を持つ。普通の女性には欲情せず、生娘を汚すことを至上とする性質。宇都美を付け狙う。
宇都美
鬼丸
志津馬の従者。忍者。
織姫（おりひめ）
真田信幸の息女。五位鷺志津馬に恋し、逢いたいばかりに、志津馬が身を寄せている徳川忠長の側室になる。しかし、忠長との仲は悪く、忠長が狂気に陥る一因ともなる。
駿府城から車大膳に誘拐され、山中で手籠めにされた後に、一緒に暮らすようになる。
まよわしの九蔵
信幸配下の忍者。織姫に惚れるが、相手にしてもらえない。車大膳を兄の仇、鬼丸を忍びの流派の敵として双方を付け狙う。
月岡雪之介、小村源之助
駿河城御前試合で勝ち残った剣士。11番全ての勝負が終わった後、九蔵の謀によって試合を観ていた車が織姫の誘拐犯だと判明し、車と月岡が戦うことになるが、月岡は体得した「不殺剣」が裏目となって車に討たれる。その後、逃亡した車の追討に小村が派遣され、小村は重傷を負いながらも車の腕を切り落とすが、車の逃亡を許してしまう。